# Harpendyreus tsomo
Harpendyreus tsomo är en fjärilsart som beskrevs av Henry Trimen 1868. Harpendyreus tsomo ingår i släktet Harpendyreus och familjen juvelvingar. Inga underarter finns listade i Catalogue of Life.